# Пиктограмма (методика)
Мето́дика «Пиктогра́мма» — метод экспериментально-психологического исследования опосредованного запоминания и мышления.

## История
Для экспериментально-психологического исследования метод пиктограмм был предложен в начале 1930-х годов. Целью методики было изучение опосредованного запоминания в рамках культурно-исторической теории психического развития человека (Л. С. Выготский, А. Р. Лурия , А. Н. Леонтьев) об опосредованном характере психических актов человека. Согласно этой концепции, высшие психические функции человека носят опосредованный характер, они развиваются исторически, с помощью выработанных в истории человеческого общества средств — орудий труда, знаков-символов. Высшим и универсальным орудием модифицирующим психические функции, является слово.
Г. В. Биренбаум впервые использовала метод пиктограмм для анализа мышления больных. Впоследствии (1960—1970-е годы) диапазон использования методики значительно расширился и сейчас она широко применяется в патопсихологии не столько для исследования памяти, сколько для исследования мышления. Применение пиктограмм именно в этом качестве считали целесообразным известные патопсихологи: Б. В. Зейгарник, С. Я. Рубинштейн и В. М. Блейхер. Также эта методика носит в некоторой степени проективный характер, поскольку стимулирует свободный выбор образа для запоминания.
Что касается авторства метода, то его приписывают А. Р. Лурии. Сам же Лурия (1964 г.) пишет, что метод пиктограмм был предложен Л. С. Выготским и разработан рядом его сотрудников. Вероятнее всего, Л. С. Выготскому принадлежала общая идея исследования опосредованного запоминания посредством выбора зрительного образа.

## Описание метода
Методика заключается в том, что испытуемые должны запомнить слова и словосочетания. Для того чтобы лучше запомнить материал, он должен изобразить на бумаге что-либо такое, что могло бы ему помочь в дальнейшем воспроизвести слова, которые были предложены. Испытуемого нужно предупредить, что качество изображения в данном задании роли не играет,также роли не играет время выполнения задания. При этом испытуемому не разрешается делать записи в виде букв и цифр. 
С.Я. Рубинштейн пишет, что данная методика может быть использована для исследования больных с образованием не менее 7 классов.

### Характеристика методики
1. Пиктограмма обладает широким диапазоном чувствительности и позволяет изучить широкий спектр интеллектуальных и аффективных особенностей испытуемого.
2. Богатство феноменов пиктограммы предполагает относительно низкую формализацию ответов испытуемых. Это качество является общим для всех проективных методик.
3. Диагностическая ценность пиктограммы связана и с диапазоном её чувствительности, и с формализацией ответов.

### Процедура проведения
Для проведения данного исследования нужны карандаш и бумага. Лучше предоставить испытуемому несколько листков, чтобы он не чувствовал себя ограниченным размерами одного листа, а также, чтобы определить силу давления карандаша на бумагу (по глубине следа на нижележащих листах). Также необходимо заранее подготовить ряд из 12-16 слов и выражений для запоминания.
С. Я. Рубинштейн в своей книге предлагает примерный набор слов:
1. Веселый праздник
2. Тяжёлая работа
3. Развитие
4. Вкусный ужин
5. Смелый поступок
6. Болезнь
7. Счастье
8. Разлука
9. Ядовитый вопрос
10. Дружба
11. Темная ночь
12. Печаль
13. Справедливость
14. Сомнение
15. Теплый ветер
16. Обман
17. Богатство
18. Голодный ребенок

Данный набор можно варьировать и использовать основной состав слов, меняя два-три из них. В процессе исследования экспериментатор должен внимательно следить за успехами респондента и подстраиваться под них: в зависимости от того, насколько легко испытуемый устанавливает связи между словом и рисунком экспериментатор варьирует сложность стимульного материала (предлагает то более конкретные — «веселый праздник», то более абстрактные — «справедливость»).
Данную методику лучше начинать после применения какой-либо другой методики исследования памяти (например 10 слов). Респонденту сообщают, что будут проверять его зрительную память и интересуются как ему легче запоминать информацию: на слух или с помощью зрения.
Ему дается лист бумаги и карандаш, а затем предлагается следующая инструкция: «На этой бумаге нельзя писать ни слов, ни букв. Я буду называть слова и целые выражения, которые вы должны будете запомнить. Для того чтобы легче было запомнить, вы должны к каждому слову нарисовать что-либо такое, что бы могло помочь вам вспомнить заданное слово. Качество рисунка роли не играет, можно нарисовать что угодно и как угодно, лишь бы вам это смогло напомнить заданное слово — как узелок на память завязывают.» Инструкцию следует предъявлять один раз. Повторить инструкцию необходимо лишь на прямую просьбу респондента.
Лучше не давать подсказок без крайней необходимости и не делать высказываний в неодобрительной
или возражающей форме, какими бы странными ни показались решения респондента. Если он жалуется на неумение рисовать, то необходимо объяснить, что качество рисунка не имеет особого значения для методики. А также, если он испытывает сложности с изображением конкретного слова или выражения (например, «темная ночь»), то нужно еще раз обратить его внимание на то, что нужно нарисовать не непосредственно «темную ночь», а такой рисунок, который поможет вспомнить это словосочетание.
Если респондент без всяких трудностей выполняет задание, у него получается подобрать рисунок к слову и объяснить, как он, глядя на данный рисунок, вспомнит слово, то экспериментатор следит за процессом и ведет протокол. Если же он сам не объясняет, то экспериментатор задает разъясняющий вопрос: «Как вам этот рисунок поможет вспомнить заданное слово?» Причем делать это нужно на каждом предъявлении слова.
После того как испытуемый выполнил задание, экспериментатор убирает листок. В конце
исследования (приблизительно через час) экспериментатор достает листок и предлагает испытуемому воспроизвести слова с помощью рисунков, которые тот нарисовал. Припоминание нужно предлагать в хаотичном порядке.

### Анализ результатов методики
Анализируется выбранный испытуемым образ, тип ассоциации.
При анализе образа необходимо ответить на ряд вопросов:
1. Является ли выбор абстрактным или конкретным?
2. Имеет ли образ индивидуальную значимость для испытуемого?
3. Что изображает рисунок?
4. Как часто данный выбор встречается в протоколах здоровых испытуемых?
5. Является ли образ «адекватным»?

Для анализа результатов методики пиктограмм С.Я. Рубинштейн выделяет следующие критерии, которые имеют диагностическую значимость:
1. Доступность обобщенной символизации слова то есть может ли он самостоятельно найти обобщенный опосредованный образ
2. Степень «адекватности» ассоциаций
3. Качество запоминания

Особый интерес в анализе памяти является сопоставление результатов пиктограммы с методикой запоминания 10 слов.
Б. Г. Херсонский в своей работе «Метод пиктограмм в психодиагностике психических заболеваний» расширил подход к анализу метода пиктограмм и выделил конкретные аналитические факторы пиктограммы.
Пиктограммы стоит оценивать в целом, то есть по общему характеру выбираемых больным образов, а не по отдельным ассоциациям.

## Методика пиктограмм в клинике психических заболеваний
В психиатрии использование экспериментально-психологических методик, в частности, метода пиктограмм, преследует три основные цели:
- Выяснение специфического патопсихологического симптома того или иного заболевания
- Изучение психических процессов, личности испытуемого при установленном диагнозе
- Изучение динамики психических процессов во время лечения, с целью оценки её эффективности

Метод пиктограмм показал высокую валидность в диагностике шизофрении. Также  данная методика полезна при исследовании пациентов с органическими заболеваниями  центральной нервной системы, она способна выявить очаг симптоматики.
Пиктограмма может быть эффективна как при диагностике  эмоциональных расстройств, в частности  депрессия и гипомания, так и при диагностике истерии на что указывала Г. В. Биренбаум.
Трудность методики,  с которой сталкиваются испытуемые, является то, что  круг значений слова шире, чем то одно, которым можно обозначить рисунок, а значение рисунка шире, чем смысл слова - это значит, что слово и рисунок должны совпадать лишь в определенность степени. В норме человек способен уловить общее и в рисунке и слове, что  является основным механизмом образования условного значения. В патологии мышление изменяется и у человека затрудняется процесс создания условных связей. 
На протяжении многих лет было собрано большое количество эмпирических данных. Многие исследователи в области патопсихологии систематизировали данные целого ряда своих собственных исследований и исследований своих коллег. Результатом их работы явилось представление об общей картине выполнения методики пиктограмм испытуемыми с различными психическими заболеваниями.

## Выполнение метода пиктограмм здоровыми испытуемыми
Здоровые испытуемые, которые имеют  неполное среднее образование, легко справляются с методикой. Приведение примера, образца для выполнения помогает им, если они сталкиваются с трудностью. Такие испытуемые всегда следуют инструкции и подбирают образы для большинства понятий. Здоровые испытуемые зачастую демонстрируют свои способности рисовать и оригинально мыслить, при этом могут употреблять буквы и надписи. Если говорить об образах,  то у таких испытуемых они адекватны, конкретные, лишенные эмоциональной значимости и всегда присутствуют стандартные образы. Если же стереотипия проявляется за счет частого изображения человеческих фигур. Рисунки упорядочены, графические характеристики устойчивы, размер рисунков часто уменьшается у одной стороны листа.   У таких испытуемых хорошая способность запоминать. Их комментарий по поводу выбранного образа короткий и лаконичный.
Конкретные образы, отсутствие геометрической и грамматической символики, а также снижение числа метафорических символов и атрибутивных образов, стереотипизация, банальное мышление - это все может присутствовать у человека с низким уровнем образования.   А для лиц с высоким уровнем интеллекта
характерны следующие особенности- это своеобразная установка на оригинальность, стремление выразить смысл предложенного понятия абстрактно, чисто графическими средствами. 

## Пример 1. Пиктограмма здорового испытуемого

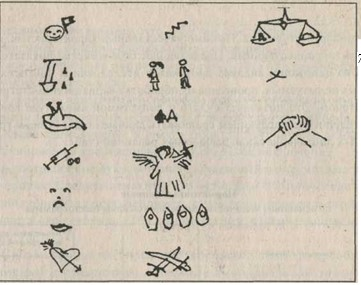
Пиктограмма здорового испытуемого

| № п/п | Понятие          | Рисунок, объяснение                                         | Воспро-изведение |
| ----- | ---------------- | ----------------------------------------------------------- | ---------------- |
| 1.    | Веселый праздник | Улыбающееся лицо, флажок. — «Праздник — это флажки, улыбки» | Веселый праздник |
| 2.    | Тяжелая работа   | Лопата, капли пота. -«Работать лопатой тяжело»              | Тяжелая работа   |
| 3.    | Вкусный ужин     | Цыпленок «табака», — «Мне нравятся жареные цыплята»         | Вкусный ужин     |
| 4.    | Болезнь          | Шприц, — «Все это говорит о болезни»                        | Болезнь          |
| 5.    | Печаль           | Печальное лицо                                              | Печаль           |
| 6.    | Счастье          | Улыбка. — «Она говорит о счастье»                           | Счастье          |
| 7.    | Любовь           | Сердце пронзенное стрелой. — «Это банально… Как рисуют на   | Любовь           |
| 8.    | Развитие         | Ступени. — „Лестница, ведущая вверх — символ развития“      | Прогресс         |
| 9.    | Разлука          | „Двое разошлись“                                            | Разлука          |
| 10.   | Обман            | „Дама пик“. — Это символ обмана»                            | Обман            |
| 11.   | Победа           | «Богиня Ника — символ Победы»                               | Победа           |
| 12.   | Подвиг           | Несколько детей. — «Воспитывать детей — это подвиг»         | Подвиг           |
| 13.   | Вражда           | Скрещенные мечи. — «Это символ вражды»                      | Вражда           |
| 14.   | Справедливість   | Уравновешенные весы. -"Продавщица честно                    | Честность        |
| 15.   | Сомнение         | «х». — Эта буква обозначает «неизвестное»                   | Сомнение         |
| 16.   | Дружба           | Рукопожатие. — «Это символ дружбы»                          | Дружба           |

## Пиктограммы больных с органическим поражением головного мозга
При органическом поражении мозга в пиктограмме наблюдается следующий симптомокомплекс:
- Недостаточное понимание смысла задания, что связано со снижением интеллекта и проявляется либо в полном непонимании инструкции, либо в искаженном понимании, когда понимается лишь один элемент. К примеру, больные понимают, что надо что-то нарисовать, но не связывают свои рисунки со словом. Рисунки плохо дифференцируются, больные рисуют то, что умеют.
- Невозможность выбора образа на абстрактные. Испытуемые после полного обдумывания отказываются рисовать, либо указывают на сюжет, который они хотели бы нарисовать
- Отсутствие геометрических и грамматических символов, удачных оригинальных образов. Наблюдается даже при самых легких вариантах органических поражений, однако, этот признак не специфичен и встречается у здоровых испытуемых с низких уровнем образования
- Снижение числа атрибутивных и метафорических образов
- В структуре конкретных образов- преобладание фотографических часто фрагментарных.
- Чрезмерно выражена стереотипия, имеются прямые персеверации. Персеверации являются главным отличительным признаком органического расстройства от низкого уровня интеллекта и недостаточного образования
- Недостаточная дифференциация изображений
- Снижение продуктивности опосредованного запоминания

Данные  изменения характерны для  интеллектуальных и мнестических нарушений. Они зависят от степени интеллектуального снижения. Для больных с органическими поражениями головного мозга характерна тревожно-депрессивная установка на исследование.
Особое место среди органических заболеваний головного мозга занимает эпилепсия. Методика пиктограмм обладает высокой чувствительностью в диагностике высших психических функций при данном заболевании. Л. В. Петренко изучала опосредованное запоминание у больных эпилепсией. В своих исследованиях она выявила, что у больных симптоматической эпилепсией нарушения опосредования были связаны с колебаниями их работоспособности, а у больных эпилептической болезнью они объяснялись повышенной инертностью, гипертрофированным желанием отобразить все детали.
Так Б. В. Зейгарник описывает своего случай из своей практики: «У группы больных эпилепсией выполнение этого задания вызывает значительные трудности. При необходимости найти рисунок для запоминания слова „развитие“ больной К. говорит: „Какое развитие? Оно бывает разное: и развитие мускулов, и умственное развитие. Какое же вы хотите?“ Этот больной затрудняется придумать рисунок для запоминания слова „разлука“. „По-разному, можно разлучаться: можно с любимой; или сын уходит из дома, или просто друзья расстаются. Не понимаю, что нарисовать?“ Другой больной затрудняется найти рисунок для запоминания словосочетания „больная женщина“. Он пытается нарисовать кровать, но тут же заявляет, что этот рисунок не подходит, так как больная женщина не обязательно должна лежать: „У неё может быть грипп, и она его на ногах переносит“. Тогда больной решает нарисовать столик с лекарствами, но и это его не удовлетворяет: „Ведь не обязательно больная женщина лекарства принимает“. Некоторые больные пытаются почти фотографически отобразить в рисунке жизненную ситуацию. Так, при необходимости запомнить выражение „веселый праздник“ больной рисует пляшущих людей, накрытый стол, цветы, рядом рисует флаг».

## Пример 2. Пиктограмма больного с органическим поражением головного мозга

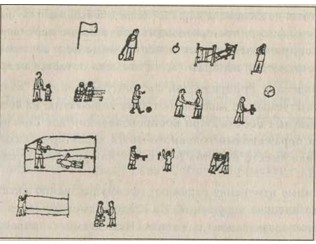
Пиктограмма больного с органическим поражением головного мозга

| № п/п Понятие       | Рисунок, объяснение | Воспроизведение  |
| ------------------- | --- | ---------------- |
| 1. Веселый праздник | Флажок. — «Это как на параде. Нужно еще человека нарисовать, или демонстрацию… что-то такое…»                          | Веселый праздник |
| 2. Тяжелая работа   | Человек с лопатой. — «Это тяжело, когда копаешь»                                                                       | Тяжелый труд     |
| 3. Вкусный ужин     | Яблоко. — «Яблоки вкусные, они полезны для здоровья. Особенно, если есть их на ночь. Тяжелую пишу на ночь есть нельзя» | Вкусный ужин     |
| 4. Болезнь          | Человек в постели. — «Это лежит больной. Болезнь тяжелая, если бы легкая, он мог бы ходить в поликлинику»              | Тяжелая болезнь  |
| 5. Печаль           | Плачущий человек. -«Он стоит и плачет»                                                                                 | Печаль           |

## Пиктограмма при алкоголизме
При алкоголизме имеют место быть мелкие и неявные органические изменения, которые могут проявиться уже на ранних стадиях.
Выполнение методики этими испытуемыми похоже на выполнение испытуемых с органическим поражением головного мозга, отличие состоит лишь в том, что в образах  часто  фигурируют спиртные напитки.
Пример: Так, испытуемый Р. рисует два стакана водки на понятие «справедливость» (объяснение: «справедливый человек разливает поровну»). Испытуемый С. рисует стакан на понятие «печаль» (объяснение: «когда человек печален, он пьет водку»). Испытуемый П. рисует бутылку на понятие «болезнь» (объяснение: «все мои болезни от выпивки»).

## Пиктограммы больных психопатией на органической основе
У больных с психопатическими чертами характера либо психопатиями на фоне резидуально-органических изменений наряду с признаками типичными для органических поражений  наблюдаются такие признаки как: эмоциональное нарушение в форме нарушений планирования поведения, эмоциональной возбудимости или  демонстративности.
 Индивидуально-значимые образы могут подчеркивать делинквентный опыт испытуемого, к примеру опыт употребления наркотиков.

## Пиктограммы при шизофрении
Роль пиктограммы при исследовании шизофрении очень большая – это ценный диагностический инструмент. Так как пиктограммы при данном заболевании многообразны, то  проявляются как конкретные, так и сверхабстрактные образы. Если у  больного есть бредовый компонент, то он так же будет проявляться в пиктограмме.
В целом, в этой методике при шизофрении наблюдается следующий симптомокомплекс:
- Недостаточное или искаженное понимание смысла задания, особенно в остром состоянии. Больные могут осмыслить лишь один элемент инструкции. Больные с параноидным и галлюцинаторно-параноидным синдромом могут трактовать исследование в соответствии с содержанием бредовых идей
- Снижение числа атрибутивных образов
- Снижение числа адекватных образов
- Снижение числа стандартных образов
- Смещение стереотипизирующей установки, персеверативные тенденции. У больных шизофренией проявляется атипичная стереотипия, не выражающейся в повторении человеческих фигур. Персеверации также не типичные, они выражаются в переносе одного элемента во рисунки
- Употребление букв, часто вычурное. Больной деформирует буквы пытаясь им придать форму конкретного изображения. Однако они не помогают воспроизведению слов
- Расположение рисунков и графические характеристики значительно варьируют, встречаются различные формы атипического расположения рисунков
- Значительная диспропорция между данными пиктограммы и других методик экспериментально-психологического исследования.

Это изменения у отдельных больных могут выражаться по-разному, но наиболее ярко они проявляются в остром состоянии, при выраженной аффективной патологии, за исключением депрессии.
Неадекватные образы больных шизофренией нуждаются в отдельном описании, так как  они являются  важным звеном при дифференциальной диагностике шизофрении и  имеют широкие  и наименее определённые  критерии.  Образы можно отнести к неадекватным, если  они не служат запоминанию понятия и очень далеки от содержания. С. В. Лонгинова приводит следующий образец неадекватных образов: при запоминании слова «тяжелая работа» больной рисует Иисуса Христа, объясняя так: «вокруг головы сияние, он сияет от счастья… не делай зла ближнему. Одухотворенное лицо. Иисус Христос выполняет свою функцию». К слову «справедливость» рисует курицу: «Если я в жизни украл курицу, то меня спрашивают и я говорю: да, я украл курицу».
С. В. Лонгинова (1972), а также С. Я. Рубинштейн (1972) разработали классификацию  неадекватных образов у больных шизофренией, в зависимости от того, какой вид патологии они отражают. В ней они обозначили образы, которые неадекватны по содержанию и образы, которые отражают патологию мотивационного компонента мышления и потерю целенаправленности.
Неадекватные по содержанию образы:
- отдаленные связи
- пустая символика
- выбор на основе чувственного впечатления
- ассоциация по созвучию
- фрагментарный тип выбора

Образы, отражающие патологию мотивационного компонента мышления множественный выбор:
- конкретный выбор с расплывчатостью и символическим объяснением
- стереотипные пиктограммы

## Пример 3. Пиктограмма больного шизофренией

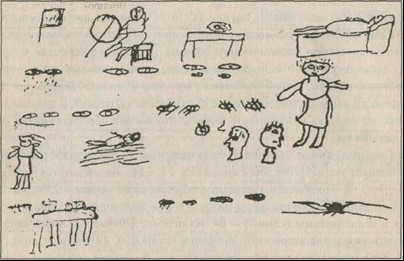
Пиктограмма больного шизофренией.

| № п/п | Понятие          | Рисунок, объяснение                                                                                                  | Воспроизведение | Формализованная оценка                 |
| ----- | ---------------- | --- | --------------- | -------------------------------------- |
| 1.    | Веселый праздник | Флажок. — «Флаги развеваются, все идут на парад»                                                                     | Праздник        | AT + Ст 0.5                            |
| 2.    | Тяжелая работа   | Женщина с клубком шерсти в руке — «Это я сижу и вяжу. Это тяжело, скучно»                                            | Тяжелая работа  | Инд-Пс+1.0                             |
| 3.    | Вкусный ужин     | Тарелка на столе. — «Вот тарелка, на тарелке все вкусное»                                                            | Вкусная еда     | Ат ф + Ст 0,5                          |
| 4.    | Болезнь          | Человек па кровати. — «Это я лежу после укола. Все время хочется спать»                                              | Болезнь         | КИнд-Пс+ КО                            |
| 5.    | Печаль           | Плачущие глаза. — «Плачут черные глаза»                                                                              | Плач            | Ат Ф + 0.5                             |
| 6.    | Счастье          | Глаза. — «Белые, веселые глаза»                                                                                      | Глаза           | АтФОриг-                               |
| 7.    | Любовь           | Большие и маленькие глаза. -«Глаза матери и ребенка»                                                                 | -               | Ориг-0 Частичная                       |
| 8.    | Развитие         | Четыре глаза. — «Знания переходят из глаза в глаз, а оттуда в воздух»                                                | -               | Ат Ф Ориг — 0,0                        |
| 9.    | Разлука          | Зачеркнутые глаза. — «Глаза не смотрят друг на друга»                                                                | -               | Ат Ф Ориг — 0,0 Частичная персеверация |
| 10.   | Обман            | Фигура женщины. — «Она стоит обманутая. Отчаянные глаза. А мысли бегают, бегают» (дорисовы¬вает точки вокруг головы) | -               | К Ф — 0,0                              |
| 11.   | Победа           | Ребенок в матросской шапке. — «Это мой сын. Если муж вернет мне его, то это будет моя победа. Я заставлю»            | Идет морячок    | К Инд Пс — 0,0                         |
| 12.   | Подвиг           | Плывущий человек с кругом на голо¬ве — «Он плывет по океану мыслей. В голове источник гипноза. Ему не страшно»       | -               | К Инд Ориг-0.0 Проявления              |
| 13.   | Вражда           | Неясные значки. Зачеркивания, за¬тем рисует две отвернувшиеся друг от друга головы. — «Они враги»                    | Двое            | К Ф + 0,0                              |
| 14.   | Справедливость   | Накрытый стол. — «Когда в отделении дают обед, всем делят поровну. Это справедливо»                                  | -               | К Иид+0,0                              |
| 15.   | Сомнение         | Зачеркнутые глаза (объяснения не дает)                                                                               | -               | Ат Ф Ориг-0,0 Персеверация             |
| 16.   | Дружба           | Рукопожатие. — «Рукопожатие — символ дружбы, между людьми, между народами»                                           | Дружба          | МФ + Ст 1,0                            |